# Classique des Alpes 1998
La Classique des Alpes 1998, ottava edizione della corsa e valida come evento UCI categoria 1.1, si svolse il 6 giugno 1998, per un percorso totale di 181,5 km. Fu vinta dal francese Laurent Jalabert che giunse al traguardo con il tempo di 4h57'51" alla media di 36,562 km/h.

## Ordine d'arrivo (Top 10)
| Pos. | Corridore             | Squadra       | Tempo    |
| ---- | --------------------- | ------------- | -------- |
| 1    | Laurent Jalabert      | Once          | 4h57'51" |
| 2    | Francesco Casagrande  | Cofidis       | s.t.     |
| 3    | Benoît Salmon         | Casino        | s.t.     |
| 4    | Andrej Teterjuk       | Lotto         | a 1'12"  |
| 5    | Viatcheslav Djavanian | BigMat        | a 1'43"  |
| 6    | Bo Hamburger          | Casino        | s.t.     |
| 7    | Bjarne Riis           | Deut. Telekom | s.t.     |
| 8    | Jens Voigt            | GAN           | s.t.     |
| 9    | Jean-Cyril Robin      | US Postal     | s.t.     |
| 10   | Richard Virenque      | Festina       | s.t.     |